# Струга (приток Стрвяжа)
Струга (укр. Струга) — река в Самборском районе Львовской области Украины. Левый приток реки Стрвяж (бассейн Днестра).
Длина реки 17 км, площадь бассейна 39,6 км². Река типично равнинная. Русло слабоизвилистое, в среднем и нижнем течении местами выпрямленное и канализированное. Пойма сравнительно широкая (в верхнем течении узкая и местами односторонняя).
Берёт начало в лесном массиве между сёлами Ракова и Выкоты. Течёт сначала на юго-восток, далее на восток и северо-восток в основном параллельно Стрвяжу (местами эти реки разделяет всего лишь 200 м). Впадает в Стрвяж у южной окраине села Чернихов.